# Andreï Chtchekatchev
Andreï Chtchekatchev ou Chtchekatchiov (en russe : Щекачёв, Андрей, transcription anglaise : Andrei Shchekachev) est un joueur d'échecs soviétique puis russe né le 27 octobre 1972. Grand maître international depuis 1996, il représente la fédération française depuis 2007.
Au 1er juin 2016, Andreï Chtchekatchev est le dix-neuvième joueur français en activité avec un classement Elo de 2 550.

## Championnats nationaux
Andreï Chtchekatchev a remporté le championnat d'URSS junior en 1990, ex æquo avec Konstantin Sakaïev (devant Kramnik, Roublevski, Milov, Svidler, Landa, Aleksandrov, Tkachiev...) et participé aux championnats de Russie en 1996, 1998 (12e ex æquo avec 6,5 points sur 11) et 1999.
Il a remporté le championnat de France d'échecs rapides en 2008 et fini deuxième du championnat de France B en 2010 à Belfort.
Il remporte à nouveau le championnat de France d'échecs rapides en 2023 avec un score de 8,5/9 en devançant Sergey Fedorchuk (Ukrainien - non classé), Laurent Fressinet et Antoine Bournel. 

## Palmarès
Andreï Chtchekatchev a remporté les tournois de :
- Paris 1996 et 2022 (open FIDE du Championnat de Paris d'échecs championnat de Paris) ;
- Cannes (Masters) 1995 ;
- Chambéry (Open) 1995 ;
- Krasnodar 1996 ;
- Bad Zwesten 1999[5] (ex æquo avec Baklan et Lautier) ;
- Seefeld 1999 ;
- Évry 2001 ;
- Bogny-sur-Meuse 2001 ;
- Nice 2002 ;
- Paris 2003 (tournoi du NAO, ex æquo avec Chabanon) ;
- La Fere 2003 ;
- Dieppe 2003 (ex æquo avec Murrey) ;
- Rome 2004 ;
- Schwarzach 2004 et 2005 ;
- Genève 2005 ;
- Béthune 2005 ;
- Marrakech 2010 (ex æquo avec Georg Meier).